# 植竹香菜
植竹 香菜（うえたけ かな、7月17日 - ）は、日本の女性声優。北海道出身。81プロデュース所属。

## 略歴
短期大学卒業を控え、以前から興味があった「演技」の道を目指したいと考えていた。その時、以前に友人から「時々爬虫類みたいな声を出すよね」と言われていたことを思い出して声優になることを決意。即断即決で両親も驚いていたという。
「演技以外にも様々な面でスキルアップしたい」と考えており、そこで、声楽、ダンス、日本舞踊も学べるカリキュラムがあった81演技研究所東京校を選ぶ。地元の短期大学卒業後、北海道から上京して、同演技研究所東京校に入所。3年間のレッスン期間を経て、81プロデュースジュニア所属となった。

## 人物
声種はメゾソプラノ。
方言は北海道弁。趣味・特技はマンドリン。

## 出演

### テレビアニメ
2006年
- ああっ女神さまっ それぞれの翼（生徒）
- ぜんまいざむらい（天狗のテンテン、女の子）
- きらりん☆レボリューション（2006年 - 2008年、スタイリスト、女の子、クラスの女子 他） - 2シリーズ
- スパイダーライダーズ 〜オラクルの勇者たち〜（女性）
- すもももももも 地上最強のヨメ（聡代）
- D.Gray-man（ジョアンヌ、アナウンス）
- NIGHT HEAD GENESIS（浪川玲奈）
- MÄR -メルヘヴン-（子供）
- らぶドル 〜Lovely Idol〜（出演者）
- 錬金3級 まじかる?ぽか〜ん（リンダ）

2007年
- ウエルベールの物語 〜Sisters of Wellber〜（女性A）
- Over Drive（チームメイト、少年）
- 風の少女エミリー（主婦）
- 少年陰陽師（相模）
- 天元突破グレンラガン（村人）
- はぴはぴクローバー（ちまのママ）
- BLUE DRAGON（子分）
- ポケットモンスター ダイヤモンド&パール（2007年 - 2010年、マリア、司会者）
- まめうしくん（お母さん、ほそいの）

2008年
- ウルトラヴァイオレット:コード044（アナウンス、女性秘書官）
- H2O -FOOTPRINTS IN THE SAND-（うさぎ）
- おでんくん（ヒバナちゃん）
- 黒執事（2008年 - 2025年、シエル母〈レイチェル・ファントムハイヴ〉） - 2シリーズ
- ゴルゴ13（2008年 - 2009年、撮影スタジオのスタッフ、ニュースキャスター、悪がき、グレビックの妻）
- スキップ・ビート!（2008年 - 2009年、バイトの女の子、オーディション参加者、マネージャー、役者、講師 他）
- スケアクロウマン（妻）
- 絶対可憐チルドレン（小島）
- 全力ウサギ（母親）
- デルトラクエスト（兄）
- テレパシー少女 蘭（部長、月の母親、子供、担当者の声）
- BLASSREITER（アダ）
- ユメミル、アニメ「onちゃん」（meちゃん）
- ライブオン CARDLIVER 翔（2008年 - 2009年、呑野信三、クリエイトモンスター、間狩ナラン、北極ピラニア、ブルータートル、ムシャシャビ、水溶性インコ 他）
- レンタルマギカ（生徒）

2009年
- 青い花（部員F）
- クイーンズブレイド 流浪の戦士（神主）
- クロスゲーム（あかね 母、今井）
- 極上!!めちゃモテ委員長（友人）
- 聖剣の刀鍛冶（女性）
- デュエル・マスターズ クロス（下校放送アナウンス、場内アナウンス、デュエリスト）
- メタルファイト ベイブレード（少年B）

2010年
- たまごっち!（2010年 - 2012年、ぐるめっち、たまご王女、デパガっち、あつあつっち、らてっち、らるらるっちインフォメっち、そぷらっち、なちゅらっち、ぺろっち、ふわもこっち）
- ユメミル、アニメonちゃん シーズン2（meちゃん、yuちゃん）
- れでぃ×ばと!（女生徒）

2013年
- 団地ともお（立花節子、金子、青戸秀美）

2014年
- 銀の匙 Silver Spoon（女性A）
- NARUTO -ナルト- 疾風伝（日向ナツ）
- プリパラ（ケイコ）

2015年
- 放課後のプレアデス（いつきの母）

2016年
- こねこのチー ポンポンらー大冒険（兄、母親）
- 名探偵コナン（2016年 - 2020年、門田里奈、林マリ）

2017年
- 笑ゥせぇるすまんNEW（ハルカ、キミコ、磯部利江）
- サクラダリセット（管理局員　女、索引さん）
- EVIL OR LIVE

2018年
- メジャーセカンド（卜部の母、南陽ライオンズ 梅宮祐介）

2019年
- キラキラハッピー★ ひらけ!ここたま（丸井珠美）
- 聖闘士星矢 セインティア翔（ミト）

2021年
- ゆるキャン△ SEASON2（蕎麦屋の客）

### 劇場アニメ
- 劇場版ポケットモンスター ダイヤモンド&パール ディアルガVSパルキアVSダークライ（2007年、コリンク）
- レイトン教授と永遠の歌姫（2009年、観客）
- こわれかけのオルゴール（2010年、少年）
- ルー=ガルー（2010年、矢部ゆう子）
- 手塚治虫のブッダ -赤い砂漠よ!美しく-（2011年）

### OVA
- “文学少女”メモワールII -ソラ舞う天使の鎮魂曲-（2010年、女子生徒）
- でんぢゃらすじーさん邪（2012年、幽・O子）
- まりもの花 〜最強武闘派小学生伝説〜（2012年、手下2）

### ゲーム
2005年
- THE 地球防衛軍2（市民、アナウンサー）
- ジェイアール東日本企画ネットゲーム（ウさ太郎）
- プリンセスメーカー4（クマさん・メイド、ウエイトレス）
- ロマンシング サガ -ミンストレルソング-

2009年
- アイテムゲッター 〜僕らの科学と魔法の関係〜（ハルパー・スカイサワー）

2010年
- メタルファイト ベイブレード ポータブル 超絶転生! バルカンホルセウス（イシス）
- 無限のフロンティアEXCEED スーパーロボット大戦OGサーガ

2012年
- LORD OF SORCERY（アーリン）

2015年
- Until Dawn -惨劇の山荘-（ジェシカ）
- 戦国アスカZERO（宇佐田）

2019年
- アクション対魔忍（上原鹿之助）

2020年
- ファイナルファンタジーVII リメイク
- 戦国RENKAズーム!（浅井長政）

### ドラマCD
- ポーの一族 第4巻（エレン）
- 身代わり伯爵の結婚（ローズ）
- THE IDOLM@STER MILLION THE@TER WAVE 05 ARCANA（2020年、店員）

### 吹き替え

#### 映画
- アダム -神の使い 悪魔の子-（スーザン）
- インファナル・アフェア 無間序曲
- インポッシブル（女性福祉士）
- エクスカリバーII 伝説の聖杯（アーサー〈少年〉）
- オープン・ウォーター2
- 機械じかけの小児病棟（ジミー、アダム、ニコラス）
- コードネーム:ストラットン（アギー〈ジェンマ・チャン〉）
- サバイバル・ソルジャー（リサ）
- スカイライン -奪還-（オードリー〈ボヤナ・ノヴァコヴィッチ〉）
- セックス・アンド・ザ・シティ
- ダーティ・グランパ（シャディア〈ゾーイ・ドゥイッチ〉）
- フィフス・エステート/世界から狙われた男（アンケ〈アリシア・ヴィキャンデル〉）
- ベガスの恋に勝つルール
- マッドマックス 怒りのデス・ロード（ケイパブル〈ライリー・キーオ〉）※劇場公開版

#### ドラマ
- エイリアンシッター ギャビー・デュラン（ディナ）
- グレイズ・アナトミー（アメリア、エイプリル）
- 殺人を無罪にする方法
- CSI:ニューヨーク3 #6
- Dirt
- ドクター・フー ニュー・ジェネレーション（エイミー・ポンド〈カレン・ギラン〉）
- 跳べ!ロックガールズ〜メダルへの誓い（ローレン・タナー）
- トランス（若い女）
- トリック 難事件はオレにお任せ（ディナ・クラーク〈レノーラ・クリッチロウ〉[14]）
- ブラザーズ&シスターズ
- プラハの恋人（男子児童、女料理人）

#### アニメ
2005年
- ショベルカーディグスとはたらく車たち（セメント〈コンクリート〉ミキサー車のマキシン）

2006年
- アトミック・ベティ（女の子）

2007年
- ミュータント タートルズ（客、警備員女、キャスター女 他）
- フィニアスとファーブ（ステイシー・ヒラノ）

2009年
- バットマン:ブレイブ&ボールド（ファイアー）

2011年
- フィニアスとファーブ/ザ・ムービー （ステイシー・ヒラノ）

2012年
- みつばちマーヤ（ララ）

2013年
- レギュラーSHOW〜コリない2人〜 （マーガレット）

2014年
- ティンカー・ベルとネバーランドの海賊船（ザリーナ）
- ベイマックス（アビゲイル）

2021年
- セイディ・スパークス

### ラジオ
- 声優王国!あんたの声が好きやねん（第12期）
- 山本麻里安のはにわマイハウス（偽麻里安としてCMに出演）
- ブレインストーム（CM）

### デジタルコミック
- VOMIC バドガール（水希圭）

### テレビ番組
- おかあさんといっしょモノランモノラン
- おはスタ（テルキヨ〈兄ふんじゃった!〉）

### ボイスオーバー
- グローバルディベートWISDOM
- 恋する雑貨
- 世界ウルルン滞在記2008
- 世界ふれあい街歩き
- 24時間テレビ 愛は地球を救う 30「笑顔と希望を取り戻せ　新庄剛志とカンボジアの子供たち」
- NIPPON@WORLD
- BSドキュメンタリー
- ミッションX
- BS世界のドキュメンタリー
  - グレタ ひとりぼっちの挑戦（2022年、グレタ・トゥーンベリ）

### ナレーション
- コズミックフロント☆NEXT（コーナーナレーション）
- 政府インターネットテレビ（ナレーション、河童）
- ヒミツのちからんど
- メリルTV

### CM
- ブレインストーム

### その他コンテンツ
- ペッカリー（BIZEN中南米美術館のキャラクター）ドキュメント20min.（2013.1.9放送「中南米“ゆるキャラ”奮戦記」）及びステージイベント

### シリーズ一覧
1. ↑  第1期（2008年 - 2009年）、第5期『-緑の魔女編-』（2025年）